# Discovery (Raumfähre)

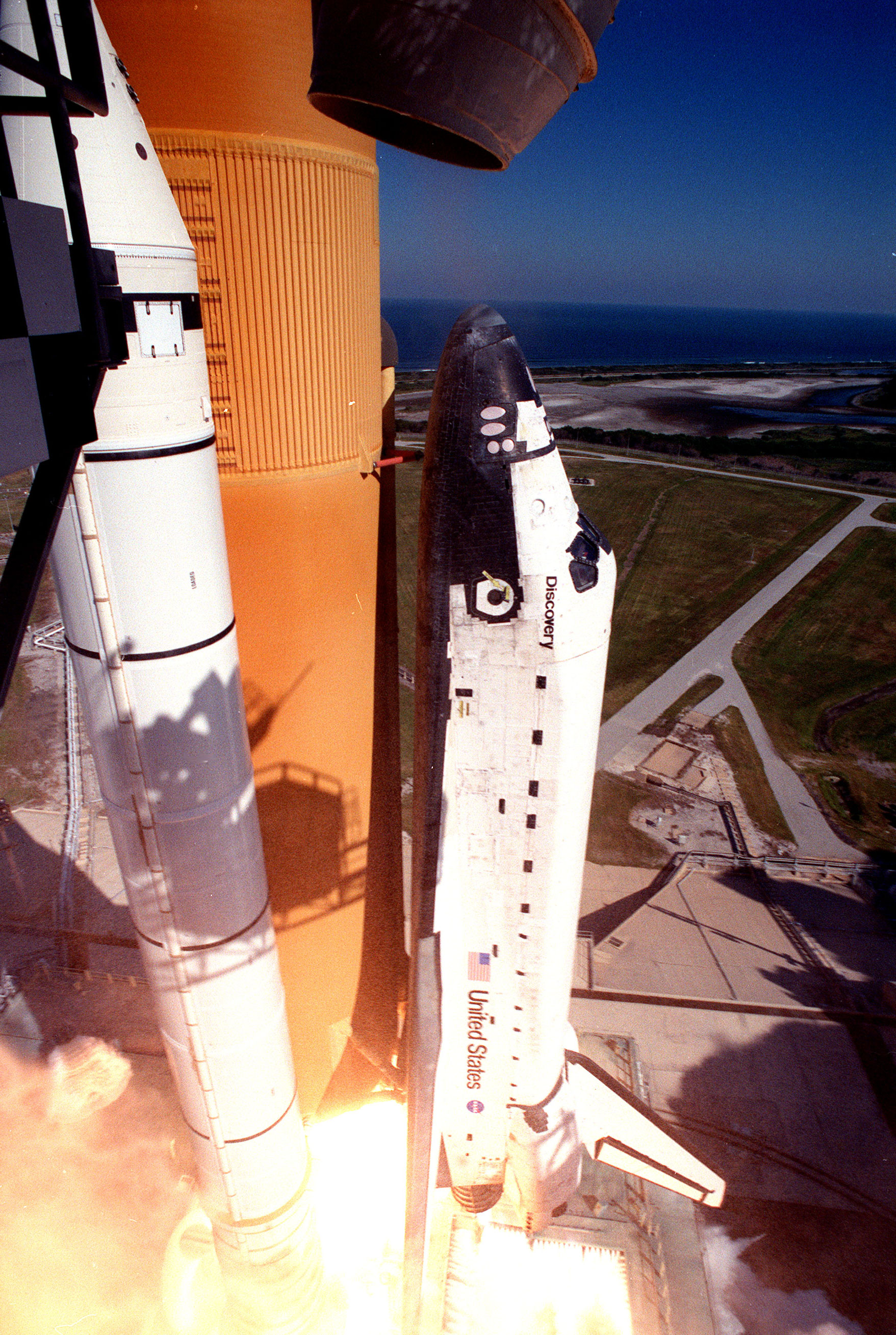
Das Space Shuttle kurz nach der Zündung der Triebwerke – Start der Discovery zur Mission STS-95 vom Kennedy Space Center (1998)

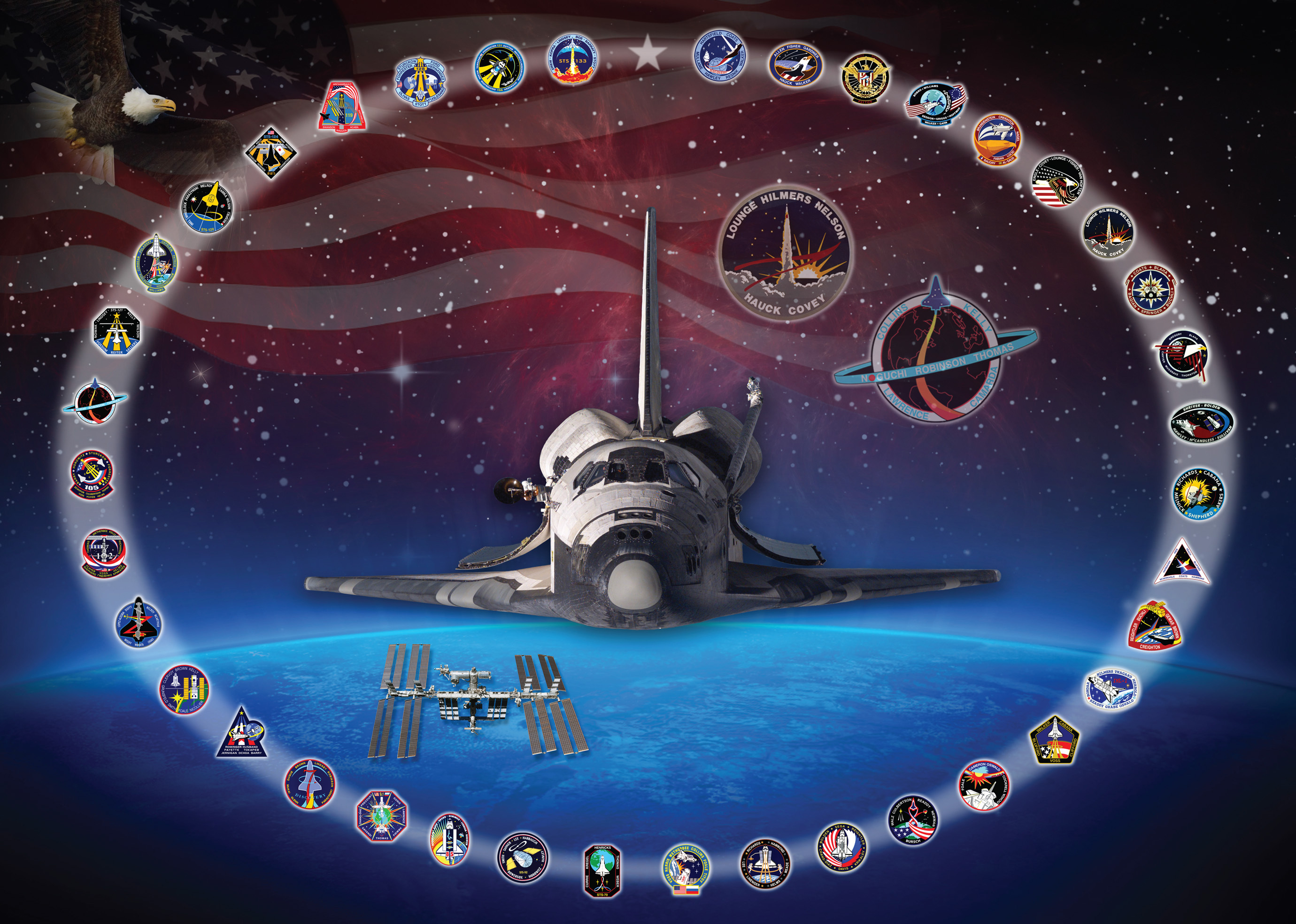
Die Discovery und ihre Missionen

Die Raumfähre Discovery (englisch für Entdeckung) wurde am 12. August 1983 fertiggestellt und startete zu ihrem Jungfernflug am 30. August 1984 (STS-41-D). Die interne Bezeichnung für das Space Shuttle lautet OV-103, wobei OV für Orbiter Vehicle steht. Mit der Landung am 9. März 2011 beendete die Raumfähre ihre letzte Mission STS-133. Mit 39 Flügen ist die Discovery das am häufigsten eingesetzte Weltraumfahrzeug.

## Geschichte
Die Discovery ist nach einem der Schiffe benannt, mit denen James Cook den Pazifik befuhr und 1778 Hawaii entdeckte.
Mit 39 Flügen absolvierte die Discovery mehr Flüge als alle übrigen Orbiter. Außerdem wurde sie jeweils für den ersten Flug nach den Unglücken der Challenger und der Columbia ausgewählt.
1990 transportierte die Discovery das Hubble-Weltraumteleskop ins All.
Große Beachtung fand 2005 die Mission STS-114, der erste Flug eines Shuttles nach der Columbia-Katastrophe im Jahr 2003. Auch dieser Flug wurde von einigen Pannen begleitet, was erneut zur Aussetzung der Shuttle-Flüge führte.
Im Juli 2006 absolvierte die Discovery mit der Mission STS-121 erfolgreich einen weiteren Versorgungsflug zur Internationalen Raumstation (ISS).
Im Mai/Juni 2008 führte der Orbiter die Mission STS-124 durch. Das mit sieben Mann besetzte Shuttle dockte am 2. Juni 2008 an der ISS an. Hauptaufgabe der Mission war es, das japanische Labormodul Kibō zur ISS zu bringen. Außerdem brachte das Shuttle Ersatzteile zur Reparatur der defekten Weltraumtoilette in der ISS mit.
Am 29. August 2009 startete die Discovery mit dem Multi-Purpose Logistics Module Leonardo zur ISS, um dort Vorräte und Material anzuliefern.
Am 24. Februar 2011 um 22:53 Uhr startete das Shuttle nach 27 Dienstjahren mit STS-133 zum letzten Mal. Am 26. Februar 2011, 20:14 Uhr, dockte sie an der ISS an und landete am 9. März 2011 um 17:57 Uhr zum letzten Mal auf der Landebahn des Kennedy Space Center in Florida. Die Discovery ist mit 238,5 Millionen Kilometern die am weitesten gereiste Raumfähre der NASA-Shuttleflotte.

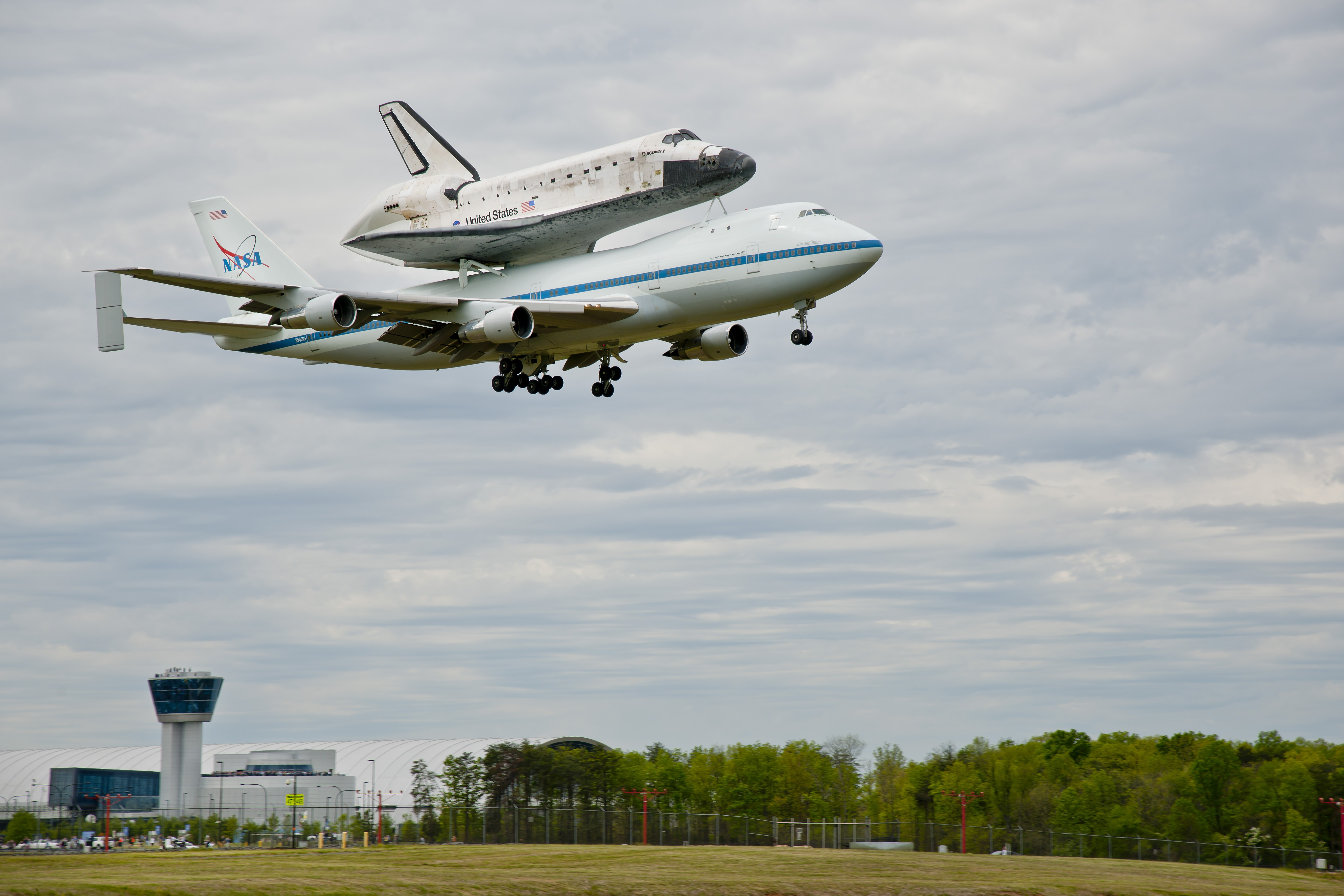
Discovery auf dem Rücken einer Boeing 747-100 (NASA Shuttle Carrier aircraft) im Flug über dem Steven F. Udvar-Hazy Center, 2012

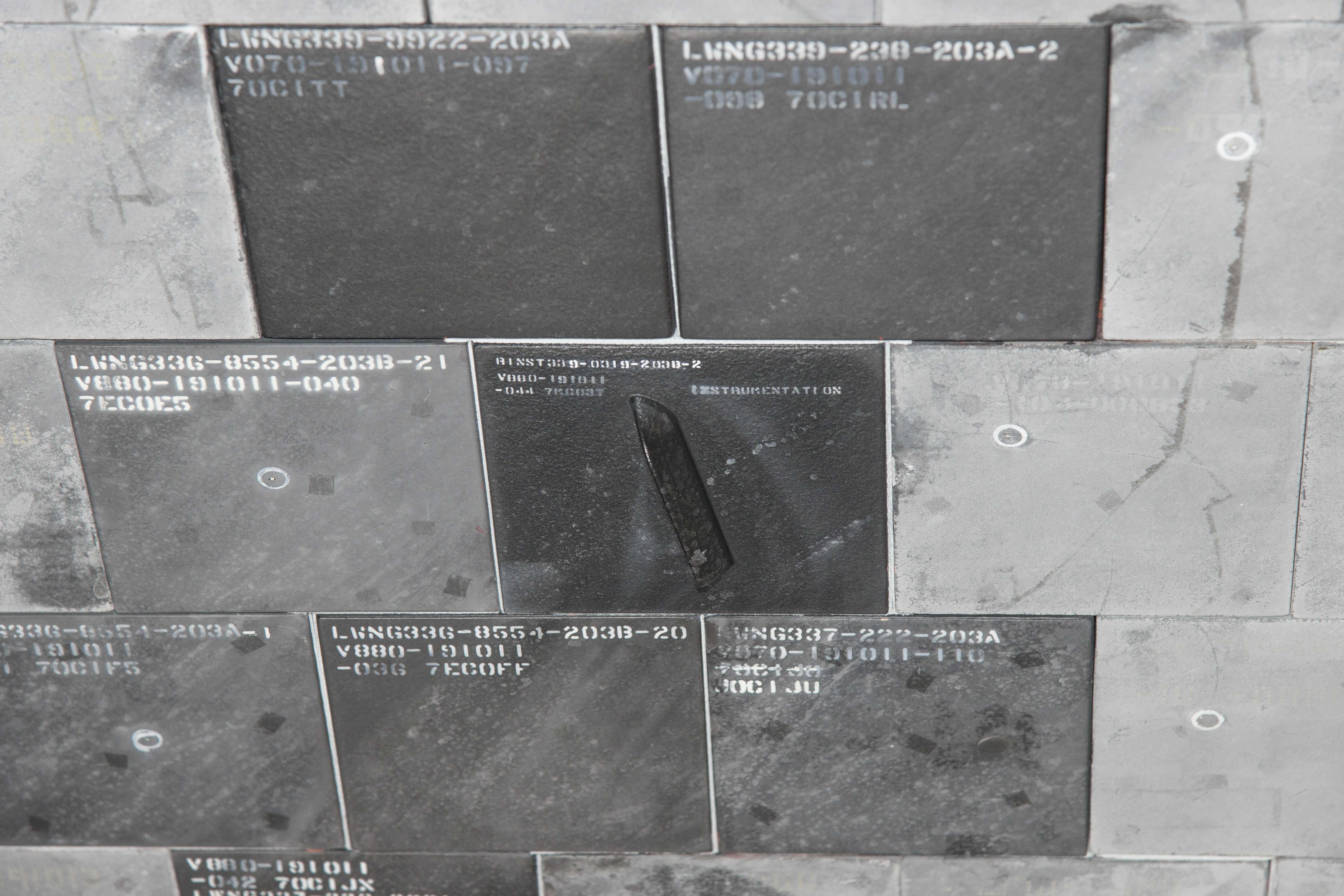
Blick auf die Hitzschutzkacheln, die mit Messsensoren bestückt sind (letzter Flug)

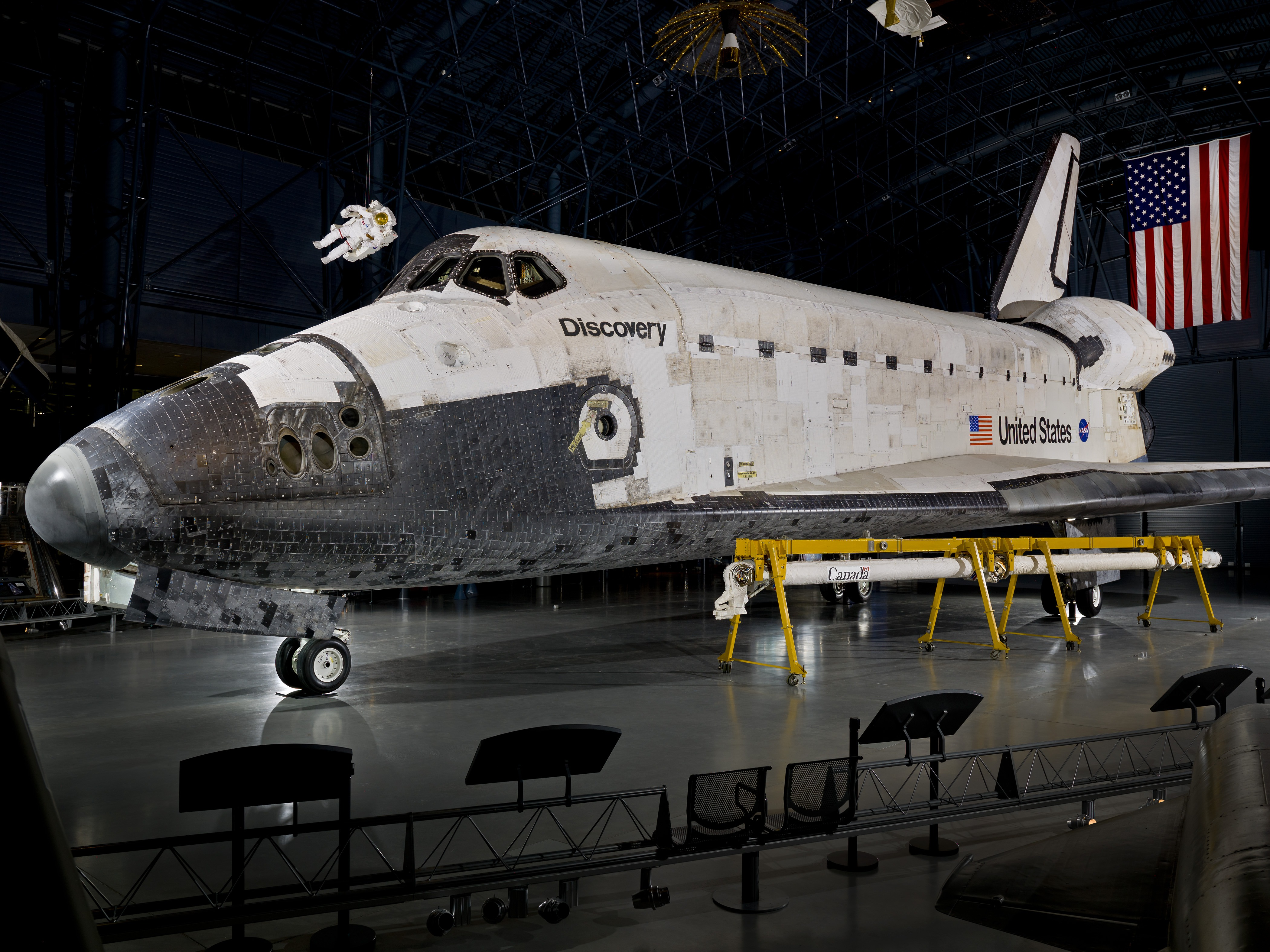
Discovery im Steven F. Udvar-Hazy Center

Seit dem 19. April 2012 steht die Discovery als Museumsstück im James S. McDonnell Space Hangar im Steven F. Udvar-Hazy Center des Smithsonian-Instituts in der Nähe vom Washington Dulles International Airport. Dort hat sie den Prototyp der Space Shuttles, die Enterprise, ersetzt.

## Missionen
| Nr. | Start              | Bezeichnung | Emblem            | Besatzung |
| --- | ------------------ | ----------- | ----------------- | --- |
| 1   | 30. August 1984    | STS-41-D    | Logo von STS-41-D | Henry Hartsfield, Michael Coats, Judith Resnik, Steven Hawley, Richard Mullane, Charles Walker                                    |
| 2   | 8. November 1984   | STS-51-A    | Logo von STS-51-A | Frederick Hauck, David Walker, Anna Fisher, Dale Gardner, Joseph Allen                                                            |
| 3   | 24. Januar 1985    | STS-51-C    | Logo von STS-51-C | Thomas Mattingly, Loren Shriver, James Buchli, Ellison Onizuka, Gary Payton                                                       |
| 4   | 12. April 1985     | STS-51-D    | Logo von STS-51-D | Karol Bobko, Donald Williams, Rhea Seddon, Jeffrey Hoffman, David Griggs, Charles Walker, Jake Garn                               |
| 5   | 17. Juni 1985      | STS-51-G    | Logo von STS-51-G | Daniel Brandenstein, John Creighton, Shannon Lucid, John Fabian, Steven Nagel, Patrick Baudry, Salman bin Abdulaziz Al Saud       |
| 6   | 27. August 1985    | STS-51-I    | Logo von STS-51-I | Joe Engle, Richard Covey, James van Hoften, John Lounge, William Fisher                                                           |
| 7   | 29. September 1988 | STS-26      | Logo von STS-26   | Frederick Hauck, Richard Covey, John Lounge, George Nelson, David Hilmers                                                         |
| 8   | 13. März 1989      | STS-29      | Logo von STS-29   | Michael Coats, John Blaha, James Bagian, James Buchli, Robert Springer                                                            |
| 9   | 23. November 1989  | STS-33      | Logo von STS-33   | Frederick Gregory, John Blaha, Story Musgrave, Manley Carter, Kathryn Thornton                                                    |
| 10  | 24. April 1990     | STS-31      | Logo von STS-31   | Loren Shriver, Charles Bolden, Steven Hawley, Bruce McCandless, Kathryn Sullivan                                                  |
| 11  | 6. Oktober 1990    | STS-41      | Logo von STS-41   | Richard Richards, Robert Cabana, William Shepherd, Bruce Melnick, Thomas Akers                                                    |
| 12  | 28. April 1991     | STS-39      | Logo von STS-39   | Michael Coats, Blaine Hammond, Guion Bluford, Gregory Harbaugh, Richard Hieb, Donald McMonagle, Charles Veach                     |
| 13  | 12. September 1991 | STS-48      | Logo von STS-48   | John Creighton, Kenneth Reightler, James Buchli, Charles Gemar, Mark Brown                                                        |
| 14  | 22. Januar 1992    | STS-42      | Logo von STS-42   | Ronald Grabe, Stephen Oswald, Norman Thagard, David Hilmers, William Readdy, Roberta Bondar, Ulf Merbold                          |
| 15  | 2. Dezember 1992   | STS-53      | Logo von STS-53   | David Walker, Robert Cabana, Guion Bluford, James Voss, Michael Clifford                                                          |
| 16  | 8. April 1993      | STS-56      | Logo von STS-56   | Kenneth Cameron, Stephen Oswald, Michael Foale, Kenneth Cockrell, Ellen Ochoa                                                     |
| 17  | 12. September 1993 | STS-51      | Logo von STS-51   | Frank Culbertson, William Readdy, James Newman, Daniel Bursch, Carl Walz                                                          |
| 18  | 3. Februar 1994    | STS-60      | Logo von STS-60   | Charles Bolden, Kenneth Reightler, Jan Davis, Ronald Sega, Franklin Chang-Diaz, Sergei Krikaljow                                  |
| 19  | 9. September 1994  | STS-64      | Logo von STS-64   | Richard Richards, Blaine Hammond, Jerry Linenger, Susan Helms, Carl Meade, Mark Lee                                               |
| 20  | 3. Februar 1995    | STS-63      | Logo von STS-63   | James Wetherbee, Eileen Collins, Michael Foale, Janice Voss, Bernard Harris, Wladimir Titow                                       |
| 21  | 13. Juli 1995      | STS-70      | Logo von STS-70   | Terence Henricks, Kevin Kregel, Nancy Currie, Donald Thomas, Mary Weber                                                           |
| 22  | 11. Februar 1997   | STS-82      | Logo von STS-82   | Kenneth Bowersox, Scott Horowitz, Mark Lee, Steven Hawley, Gregory Harbaugh, Steven Smith, Joseph Tanner                          |
| 23  | 7. August 1997     | STS-85      | Logo von STS-85   | Curtis Brown, Kent Rominger, Jan Davis, Robert Curbeam, Stephen Robinson, Bjarni Tryggvason                                       |
| 24  | 2. Juni 1998       | STS-91      | Logo von STS-91   | Charles Precourt, Dominic Gorie, Wendy Lawrence, Franklin Chang-Diaz, Janet Kavandi, Waleri Rjumin                                |
| 25  | 29. Oktober 1998   | STS-95      | Logo von STS-95   | Curtis Brown, Steven Lindsey, Scott Parazynski, Stephen Robinson, Pedro Duque, Chiaki Mukai, John Glenn                           |
| 26  | 27. Mai 1999       | STS-96      | Logo von STS-96   | Kent Rominger, Rick Husband, Daniel Barry, Tamara Jernigan, Ellen Ochoa, Julie Payette, Waleri Tokarew                            |
| 27  | 20. Dezember 1999  | STS-103     | Logo von STS-103  | Curtis Brown, Scott Kelly, Steven Smith, Michael Foale, John Grunsfeld, Claude Nicollier, Jean-François Clervoy                   |
| 28  | 11. Oktober 2000   | STS-92      | Logo von STS-92   | Brian Duffy, Pamela Melroy, Leroy Chiao, Michael López-Alegría, William S. McArthur, Kōichi Wakata, Peter Wisoff                  |
| 29  | 8. März 2001       | STS-102     | Logo von STS-102  | James Wetherbee, James Kelly, Paul Richards, Andrew Thomas                                                                        |
| 30  | 10. August 2001    | STS-105     | Logo von STS-105  | Scott Horowitz, Frederick Sturckow, Daniel Barry, Patrick Forrester                                                               |
| 31  | 26. Juli 2005      | STS-114     | Logo von STS-114  | Eileen Collins, James Kelly, Charles Camarda, Wendy Lawrence, Noguchi Sōichi, Stephen Robinson, Andrew Thomas                     |
| 32  | 4. Juli 2006       | STS-121     | Logo von STS-121  | Steven Lindsey, Mark Kelly, Michael Fossum, Piers Sellers, Lisa Nowak, Stephanie Wilson, Thomas Reiter                            |
| 33  | 10. Dezember 2006  | STS-116     | Logo von STS-116  | Mark Polansky, William Oefelein, Robert Curbeam, Nicholas Patrick, Joan Higginbotham, Christer Fuglesang                          |
| 34  | 23. Oktober 2007   | STS-120     | Logo von STS-120  | Pamela Melroy, George Zamka, Scott Parazynski, Stephanie Wilson, Douglas Wheelock, Paolo Nespoli                                  |
| 35  | 31. Mai 2008       | STS-124     | Logo von STS-124  | Mark Kelly, Kenneth Ham, Karen Nyberg, Ronald Garan, Michael Fossum, Akihiko Hoshide                                              |
| 36  | 15. März 2009      | STS-119     | Logo von STS-119  | Lee Archambault, Dominic Antonelli, Joseph Acaba, Richard Arnold, John Phillips, Steven Swanson                                   |
| 37  | 29. August 2009    | STS-128     | Logo von STS-128  | Frederick Sturckow, Kevin Ford, John Olivas, Patrick Forrester, José Hernández, Christer Fuglesang                                |
| 38  | 5. April 2010      | STS-131     | Logo von STS-131  | Alan Poindexter, James Dutton, Rick Mastracchio, Clayton Anderson, Dorothy Metcalf-Lindenburger, Stephanie Wilson, Naoko Yamazaki |
| 39  | 24. Februar 2011   | STS-133     | Logo von STS-133  | Steven Lindsey, Eric Boe, Steve Bowen, Benjamin Drew, Michael Barratt, Nicole Stott                                               |